# Диккель, Ханс
Ханс Диккель (нем. Hans Dickel, род. в 1956) — немецкий историк искусства, художественный критик.

## Биография
Изучал историю и историю искусства в университетах Тюбингена и Гамбурга. Ассистент в Высшей школе изящных искусств в Берлине (1988-1993). В 1996 получил степень доктора.  Преподавал в Институте истории искусств в Свободном университете Берлина (1997-2002). С 2002 – профессор университета Эрлангена — Нюрнберга. Приглашенный исследователь в университетах Гарварда, Миннеаполиса, Праги, Киото и др.

## Научная и кураторская деятельность
Автор трудов по истории изобразительного искусства, чаще всего – немецкого,  от средневековья и барокко до романтизма и современности (Клас Ольденбург, Ханс Хааке, Йохен Герц). Куратор многочисленных выставок в Германии и за рубежом. Сотрудник Междисциплинарного центра медиа-исследований и Междисциплинарного центра эстетического воспитания при университете Эрлангена — Нюрнберга.

## Труды
- Отто Дикс/ Otto Dix, Bildnis der Eltern. Klassenschicksal und Bildformel. Frankfurt/Main: Fischer Verlag, 1984 (в соавторстве с Гюнтером Отто)
- Deutsche Zeichenbücher des Barock. Eine Studie zur Geschichte der Künstlerausbildung. Hildesheim; New York: Georg Olms Verlag, 1987
- Каспар Давид Фридрих и его время/ Caspar David Friedrich in seiner Zeit. Zeichnungen der Romantik und des Biedermeier. Weinheim: VCH, Acta humaniora 1991
- Claes Oldenburgs Lipstick (Ascending) on Caterpillar Tracks, Yale 1969: Kunst im Kontext der Studentenbewegung. Freiburg: Rombach Verlag, 1999
- Искусство в городе: скульптура в Берлине, 1980-2000/ Kunst in der Stadt: Skulpturen in Berlin 1980-2000. Berlin: Nicolai, 2003 (в соавторстве с Уве Флекнером)
- Искусство как вторая природа/ Kunst als zweite Natur. Studien zum Naturverständnis in der modernen Kunst. Berlin: Reimer Verlag, 2006
- Künstlerbücher mit Photographie seit 1960. Hamburg: Maximilian-Gesellschaft, 2008
- Отсылая к Хансу Хааке/ With reference to Hans Haacke. Köln: König, 2011
- Венделин Куше/ Wendelin Kusche: die Moderne in Franken. Erlangen: FAU UP, 2012